# Comuna de Dzwola
Dzwola (polaco: Gmina Dzwola) é uma gminy (comuna) na Polónia, na voivodia de Lublin e no condado de Janowski. A sede do condado é a cidade de Dzwola.
De acordo com os censos de 2004, a comuna tem 6699 habitantes, com uma densidade 33 hab/km².

## Área
Estende-se por uma área de 203,1 km², incluindo:
- área agricola: 41%
- área florestal: 53%

## Demografia
Dados de 30 de Junho 2004:
|                      | Total   | Total | Mulheres | Mulheres | Homens  | Homens |
| -------------------- | ------- | ----- | -------- | -------- | ------- | ------ |
|                      | pessoas | %     | pessoas  | %        | pessoas | %      |
| População            | 6699    | 100   | 3355     | 50,1     | 3344    | 49,9   |
| Densidade (pop./km²) | 33      | 100   | 16,5     | 16,5     | 16,5    | 16,5   |

De acordo com dados de 2002, o rendimento médio per capita ascendia a 1059,25 zł.

## Subdivisões
- Branew, Branewka, Branewka-Kolonia, Dzwola, Flisy, Kapronie, Kocudza Pierwsza, Kocudza Druga, Kocudza Trzecia, Kocudza Górna, Konstantów, Krzemień Pierwszy, Krzemień Drugi, Władysławów, Zdzisławice, Zofianka Dolna.

## Comunas vizinhas
- Biłgoraj, Chrzanów, Frampol, Godziszów, Goraj, Janów Lubelski